# こんぷれっくす×コンプレックス
『こんぷれっくす×コンプレックス』は、ふくだみゆき監督による短編FLASHアニメーション。2015年製作。劇場公開日は2017年2月4日。
脇毛を題材とした異色青春コメディ。大人に憧れる中学2年生の小谷ゆいが主人公。
SKIPシティ国際Dシネマ映画祭2016アニメ部門、第8回下北沢映画祭、第19回小津安二郎記念・蓼科高原映画祭などでグランプリを獲得。『第72回毎日映画コンクール』アニメーション映画賞を受賞。
2017年の劇場公開時にはFLASHアニメーション『許されたがーるズ』3種類が日替わり併映された。2018年10月からの劇場公開時には上田監督の実写映画『恋する小説家』が併映された。2018年9月8日からの劇場公開時は単独公開であった。

## スタッフ

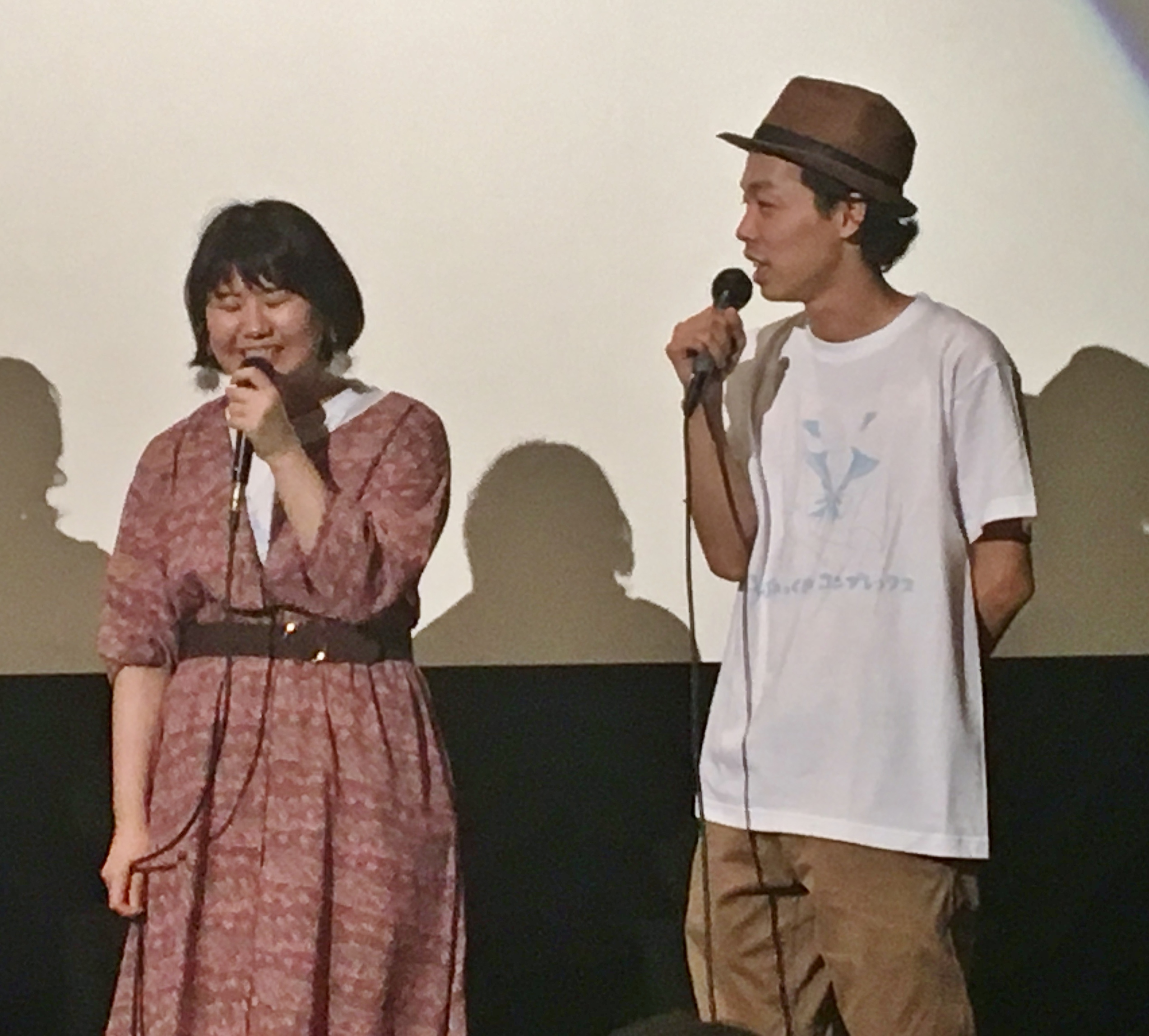
新宿K's cinemaでの舞台挨拶に登壇するふくだ（左）と上田（2018年9月）

- 監督・脚本・アニメ：ふくだみゆき
- プロデューサー・編集：上田慎一郎
- 録音：吉川俊夫
- 背景制作：山口千尋、一條晶子
- 制作：大野力、田中真知子
- 主題歌：北村瞳

## キャスト
- 小谷ゆい：林奏絵
- 武尾マサト：上妻成吾
- 中村ふみ：春名風花
- 小谷まい：山口遥
- ゆいの母：広江美奈
- ゆいの父：武田直人
- 先生：岡田昌宜